# اداره (فصل ۸)
فصل هشتم مجموعه کمدی تلویزیونی آمریکایی اداره ۲۲ سپتامبر ۲۰۱۱ از شبکه ان‌بی‌سی در ایالات متحده پخش شد و در ۱۰ مه ۲۰۱۲ شامل ۲۴ قسمت به پایان رسید. این مجموعه اقتباسی آمریکایی از مجموعه کمدی بریتانیایی به همین نام است و در قالب مستندنما ارائه می‌شود و زندگی روزمره کارمندان اداره‌ای را در شرکت ساختگی داندر میفلین در اسکرانتون، پنسیلوانیا به تصویر می‌کشد. فصل هشتم اداره پنجشنبه‌ها ساعت ۹:۰۰ بعد از ظهر (شرقی) در ایالات متحده به عنوان بخشی از بلوک تلویزیونی «شب کمدی درست انجام شد» پخش می‌شد. در این فصل بازیگرانی مانند رین ویلسون، جان کرازینسکی، جینا فیشر، بی جی نواک، اد هلمز و جیمز اسپیدر به عنوان نقش اصلی و کاترین تیت، لسلی دیوید بیکر، برایان بومگارتنر، کرید برتن، کیت فلانری، میندی کالینگ، الی کمپر، آنجلا کینزی، پل لیبرشتاین، اسکار نونز، کریگ رابینسون، فیلیس اسمیت و زک وودز به عنوان نقش‌های مکمل حضور داشتند. این نخستین فصل بدون حضور استیو کرل در نقش مایکل اسکات در نقش اصلی بود و تنها کسی بود که شخصیت را با هیچ ظرفیت روی صفحه نمایش نشان نمی‌داد، اگرچه گاهی از او نام برده می‌شد.
علی‌رغم اولین نمایش با ارقام متوسط بازدید، ترک کرل بر رتبه‌بندی مجموعه تأثیر گذاشت، که با جلو رفتن فصل افت کرد. این فصل به عنوان هشتاد و هفتمین سریال تلویزیونی پربیننده در طول سال تلویزیونی۲۰۱۱–۲۰۱۲ قرار گرفت و نسبت به فصل قبل در رتبه‌بندی کاهش چشمگیری داشت. استقبال انتقادی قطبی شد. بسیاری از منتقدان ابراز داشتند که سریال باید پس از جدایی کرل به پایان می‌رسید. بسیاری نیز احساس کردند که این فصل از قسمت‌های گذشته داستان‌های پیشین را بازیافت. منتقدان دیگر مثبت تر بودند و از بازیگران مختلف و شخصیت‌های آنها تعریف می‌کردند. این اولین باری بود که از زمان فصل یک مجموعه هیچ نامزدی امی دریافت نکرد.

## تولید
فصل هشتم این مجموعه توسط رویل پروداکشنز و دیدل-دی پروداکشنز با همکاری ونیورسال تله‌ویژن تولید شده‌است. این سریال براساس مجموعه کمدی بریتانیایی به همین نام ساخته شده‌است که توسط ریکی جرویز و استیون مرچنت برای شرکت پخش تلویزیونی انگلیس (بی‌بی‌سی) ساخته شده‌است. علاوه بر این، این دو تهیه‌کننده اجرایی مجموعه نیز هستند. این فصل از اداره توسط گرگ دنیلز و پل لیبرشتاین تهیه شده‌است، و لیبرشتاین به عنوان شورانر نیز فعالیت می‌کرد. نویسندگانی که از فصل‌های پیشین ماندند عبارتند از: پل لیبرشتاین، چارلی گرندی، جاستین اسپیتزر، کری کمپر، دانیل چون، رابرت پدنیک، آرون شور، استیو هلی، آملی ژیلت، میندی کالینگ و بی جی نواک. کالینگ و نواک به عنوان تهیه‌کننده اجرایی نیز فعالیت داشتند. پیش از این معلوم نبود که کالینگ دیگر در این مجموعه فعالیت خواهد کرد. خود کالینگ از طریق صفحه توییتر خود تأیید کرد که قسمت «آرزوهای کریسمس» را با مضمون کریسمس خواهد نوشت. سه نویسنده جدید از فصل هشت به گروه تولیدی پیوستند: اوون الیکسون، آلیسون سیلورمن و دن گرانی. در این فصل اولین کارگردانی اعضای هلمز و برایان بومگارتنر برای بازیگران نیز انجام شد. هلمز قسمت «آرزوهای کریسمس» و بومگارتنر «پس از ساعت‌ها» را کارگردانی کرد.